# 山本博美
山本 博美（やまもと ひろみ、本名：京本 博美〈きょうもと ひろみ、旧姓：山本〉）、1962年11月26日 - ）は、日本の元女優、元アイドル、元歌手、元タレント。大阪府出身。
大阪成蹊女子高校を卒業後、芸能事務所のスターダストプロモーションに所属した。

## 来歴
1980年に毎日放送『ヤングおー!おー!』の「ミス・アイドルコンテスト」でグランドチャンピオンに選出され、副賞として番組スポンサーである日清食品のCMに出演した。本格的に芸能活動をするつもりはなく、高校卒業後は銀行に就職を予定していたが、芸能事務所のマネージャーから熱心に説得され、銀行の内定を辞退して芸能界入りを決心する。1981年6月、テレビドラマ「ぼくらの時代」に出演し芸能の仕事を始める。
1982年、女性3人組アイドルグループ・“きゃんきゃん”のメンバーとなり、翌1983年まで活動した。同1983年に芸名を「山本ひろ美」と改める。
1992年5月28日に赤坂プリンスホテルで、俳優の京本政樹と婚約記者会見し、6月15日にサレジオ教会で挙式した。

## 家族・親戚関係
- 配偶者は俳優の京本政樹、長男はSixTONESの京本大我。
- 親戚に俳優の小池徹平がいる。山本と小池の父が従兄弟で、山本から見て小池は従甥にあたる。

## 出演
※ 1983年から山本ひろ美名義

### 映画
- 燃える勇者（1981年12月19日、東映） - 立花圭子 役

### テレビ
ドラマ
- ぼくらの時代（1981年6月9日 - 9月22日、TBS） - 女子生徒 役
- 火曜サスペンス劇場（日本テレビ）
  - 高校野球殺人事件（1982年8月3日）
  - 浅見光彦ミステリー 第3作「佐渡伝説殺人事件」（1988年4月12日） - 駒津彩子 役
- だんなさまは18歳（1982年、TBS） - 目黒悦子 役
- ザ・サスペンス（TBS）
  - ヒットソング殺人事件（1982年11月6日）
  - 残酷な旅路（1983年1月29日）
- 片岡孝夫の好青年探偵シリーズ「十和田湖に消えた女」（1982年11月20日、テレビ朝日）
- 月曜ドラマランド（フジテレビ）
  - ビートたけしのこにくらじいさん 第1話（1984年8月20日）
  - 意地悪ばあさん まだまだ…マダマダ…の巻（1985年4月8日） - 加藤貞子 役
- 遊びじゃないのよ、この恋は（1986年、TBS）
- 連続テレビ小説「都の風」（1986年10月 - 1987年3月、NHK総合） - 沢木雅子 役
- ザ・ハングマンV 第24話「写真がライバル歌手を殺す!」（1986年、朝日放送）
- 新人類スチュワーデス二人旅1（1987年、TBS） - 裕美の同僚 役
- スケバン刑事III 少女忍法帖伝奇（1987年、フジテレビ） - 山田ともみ 役
- 続イキのいい奴（1988年、NHK総合）
- ドラマチック22 第8作「空港で待つ女」（1989年11月25日、TBS）

バラエティ番組
- チャームミントタイム（1984年 - 1986年、テレビ朝日） - 山本ひろ美名義。ミント・ガールズのひとりとしてMC

CM
- 日清食品（1980年）
- 花王 ソフィーナ メイククリアジェル、フェイスクリア（1985年）

## 写真集
- 博美・最高!!（大陸書房、1988年6月14日発売）

## ビデオ
- FIRST WAVE（大陸書房、1988年5月）
- 夢 KIBUN（大陸書房、1988年10月）
- 小娘日和（パワースポーツ、1990年1月）